# جزر أمباي
جزيرة أمباي وهي مجموعة جزر تقع جنوب شرق جزيرة يابن في خليج طائر الجنة شمال جزيرة غينيا الجديدة وتتبع مقاطعة بابوا في إندونيسيا.
يسكنها عدد قليل من السكان ويتكلمون لغة أمباي.